# أنطونيو باربييري
أنطونيو باربييري (بالإسبانية: Antonio María Barbieri) (و. 1892 – 1979 م) هو عالم عقيدة، وكاهن كاثوليكي، من الأوروغواي، ولد في مونتيفيديو، توفي في مونتيفيديو، عن عمر يناهز 87 عاماً.

## مناصب
تولى منصب رئيس الاساقفة، والكاردينال، وأسقف.

## التعليم
تعلم في الجامعة الغريغورية الحبرية.